# 天主教斯洛伐克軍中教長區
天主教斯洛伐克軍中教長區（拉丁語：Ordinariatus Militaris Slovacchiae）是斯洛伐克一個天主教的軍中教長區，直屬聖座，負責牧養信奉天主教的斯洛伐克軍人及其家眷。
成立於2003年1月20日。2012年有五十五個堂區、五十五名司鐸。現任教長為方濟‧拉貝克。